# May Harrison

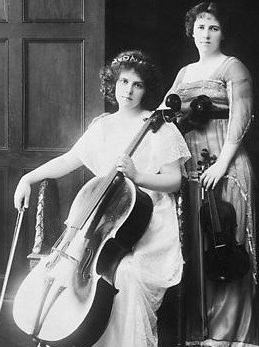
May e Beatrice Harrison nel 1920ca

May Harrison (Roorkee, 23 agosto 1890 – South Nutfield, 8 giugno 1959) è stata una violinista e docente inglese.

## Biografia
May Harrison nacque a Roorkee in India. Nel 1892 la famiglia ritornò in Inghilterra dove Harrison iniziò a studiare il violino. Nel 1900 vinse una medaglia d’oro e una borsa di studio all’Associated Board's Senior Department. Studiò dal 1902 al 1907 al Royal College of Music di Londra con Enrique Arbós e Serge Achille Rivarde
Harrison fece il suo debutto nel 1903 a Londra sotto la direzione di Henry Wood. Dal 1908 al 1909 Harrison proseguì gli studi con Leopold Auer a San Pietroburgo. 
Nel decennio successivo May e la sorella Beatrice, violoncellista, aumentarono la loro fama attraverso molte esecuzioni europee del Concerto per violino e violoncello di Johannes Brahms. Frederick Delius, dopo averle ascoltate in una di queste esecuzioni, scrisse il Doppio Concerto per violino, violoncello e orchestra (1916). Le due sorelle lo suonarono in prima esecuzione nel 1920.
Harrison insegnò dal 1935 al 1947 al Royal College of Music di Londra. Nel periodo precedente alla seconda guerra mondiale, diede numerosi concerti registrati dalla radio inglese. Harrison diede inoltre le prime esibizioni di opere di altri compositori inglesi.